# Much (canal de televisión)
Much (MuchMusic en Latinoamérica) es un canal de televisión por suscripción de origen canadiense que emite videoclips y programas musicales.
Inició sus transmisiones el 31 de agosto de 1984 como parte de CHUM Limited; hoy en día es propiedad de Bell Media, subsidiaria de BCE Inc.. Existió una versión para Latinoamérica, la cual era operada en Argentina desde el 1 de septiembre de 1992, siendo propiedad de Warner Bros. Discovery desde 2007.
Cesó su transmisión en Latinoamérica el 29 de febrero de 2024.

## Historia
En Canadá, las emisiones de MuchMusic comenzaron el 31 de agosto de 1984. El primer vídeo transmitido fue «The Enemy Within» de Rush. Se convirtió en el primer canal canadiense en ser transmitido por televisión por cable en Estados Unidos.
En 1994 se inauguró Much USA; compitió con MTV y VH1, y en mayo de 2003 cambió su nombre a Fuse.[cita requerida]
En julio de 2006, Bell Globemedia (BGM) anunció su fusión con los propietarios canadienses de MuchMusic, CHUM Limited por un valor estimado de 1700 millones de dólares. La operación contemplaba varios canales de televisión y radio, incluido MuchMusic, fusión aprobada en junio de 2007.
La versión canadiense está más enfocada a programas de comedia, especiales y menos programación musical a diferencia de la versión latinoamericana.

### Latinoamérica

Logotipo utilizado desde 2007 hasta 2024 en Latinoamérica

En 1992, Ralph Haiek creó Much Music Argentina, donde se volvió muy popular, siendo representado y operado por Imagen Satelital.
En diciembre de 1998, el canal, junto con todos los otros canales creados o representados por Imagen Satelital, fue adquirido por Cisneros Television Group (que pasó a ser Claxson Interactive Group en el año 2000), quien extendió la cobertura de la señal a toda América Latina, dando lugar a MuchMusic Latinoamérica.
El canal se caracterizaba por tener un estilo de bajo presupuesto, teniendo su máximo esplendor en los 90 y los primeros años del nuevo milenio con apuestas como Cupido, Intimo e Interactivo y Countdown, entre otras. De la señal salieron varias figuras, como el caso de Santiago del Moro.
Desde 2004, su programación cambió para enfocarse más a los videoclips, especiales, música en vivo y entrevistas.
En octubre de 2007, la señal latinoamericana fue vendida a Turner Broadcasting System, una división de Time Warner, que de pronto pasó a llamarse WarnerMedia.
El 1 de octubre de 2011, MuchMusic fue retirado de la parrilla de varios proveedores de televisión por suscripción en América Latina, para ser reemplazado por TBS Very Funny, en el caso de Cablevisión el cambio fue concretado el 8 de febrero de 2012, mientras que DirecTV lo hizo el 29 de noviembre de 2011, que luego tuvo una breve reaparición como MuchMusic Block, un bloque nocturno de OnDirecTV que se emitió desde el 10 de marzo de 2012 hasta el año siguiente.
Desde el 10 de julio de 2023, la programación de MuchMusic se redujo a solo 4 programas musicales (Pop Up, Rock On, Quieren Rock y Números Uno), además de que dejaron de emitirse artistas de habla inglesa pasando solamente música en español.
El 21 de diciembre de 2023, la operadora de televisión de pago Liberty Costa Rica anunció que, por decisión de Warner Bros. Discovery Latin America, el canal finalizaría sus transmisiones el 29 de febrero de 2024, sumado a Glitz y I.Sat.

## Transmisiones

### Países
- Canadá: MuchMoreMusic, PunchMuch, MuchLOUD, MuchVibe, y el canal en francés MusiquePlus.
- Malasia: Canal MuchMusic Malaysia, lanzado en el 2000.
- Singapur: RTV Broadcast Services comenzó la programación televisiva del bloque MuchMusic en el 2002.
- Oriente Medio: Canal Much arabyeah!, comenzó en el 2006.
- República Checa: lanzada en 2006.
- Indonesia: Bloque MuchMusic en O Channel.

### Anteriores
- Argentina: En 1992 se lanzó Muchmusic Argentina para toda Hispanoamérica, finalizó el 29 de febrero de 2024.
- Estados Unidos: En 1994 debutó Much USA; se convirtió en Fuse en mayo de 2003.[cita requerida]
- Colombia: En 1999 fue lanzado un programa de Citytv bajo el nombre "MuchaMusica", mostrando su mismo logo y manteniendo el diseño de la señal canadiense original.
- Chile: Entre 2001 y 2003, MuchMusic fue emitido en Chilevisión de lunes a domingo a las 02:30 a. m.
- Brasil: En 2000 emitieron MuchMusic Brasil, pero duró poco en el aire hasta 2001.
- México: En 2002 empezó un programa en Once TV; dejó de transmitirse en 2004.
- Uruguay: En 2003 MuchMusic se emitió a través de VTV en el horario de las 12:45 a. m. (hora local).
- Paraguay: En 2004 MuchMusic se emitió a través de Unicanal en el horario de las 01:30 a. m. (hora local) después de la repetición de Cara Sucia (telenovela venezolana de Venevisión de 1992).